# 井柏然
井 柏然（ジン・ボーラン、Jing Boran、1989年4月19日 - ）は、中華人民共和国の俳優。

## 出演作品

### 映画
- ホット・サマー・デイズ 全城熱恋（2010年）
- ハッピーイヤーズ・イブ 全球熱恋（2011年）
- 7日間の恋人 影子愛人（2012年）
- バレット・ヒート 消えた銃弾 消失的子彈（2012年）
- フライング・ギロチン 血滴子（2012年）
- 風を待って 等风来（2013年）※Netflixで配信
- ライズ・オブ・ザ・レジェンド 〜炎虎乱舞〜 黄飛鴻之英雄有夢（2014年）
- 三城記 三城記（2015年）
- モンスター・ハント 捉妖记（2015年）
- ラブ O2O 微微一笑很倾城（2016年）※2016東京・中国映画週間で上映
- タイム・レイダーズ 盗墓筆記（2016年）※2016東京・中国映画週間で上映
- 僕らの先にある道 后来的我们（2018年）※Netflixで配信
- シャドウプレイ 风中有朵雨做的云（2018年）
- 夢の裏側 ドキュメンタリー・オン・シャドウプレイ 夢的背後（2018年）
- モンスター・ハント 王の末裔 捉妖记2（2018年）
- クライマーズ 攀登者（2019年）

### テレビドラマ
- 皇后的男人（こうごうのおとこ）〜紀元（とき）を越えた恋〜 相愛穿梭千年（2015年）
- 女心理师 (2021年）
- 归路 (2023年）
- 君子盟 君子盟 (2023年）
- 新生 (2023年）